# Eutektická transportní chladicí jednotka

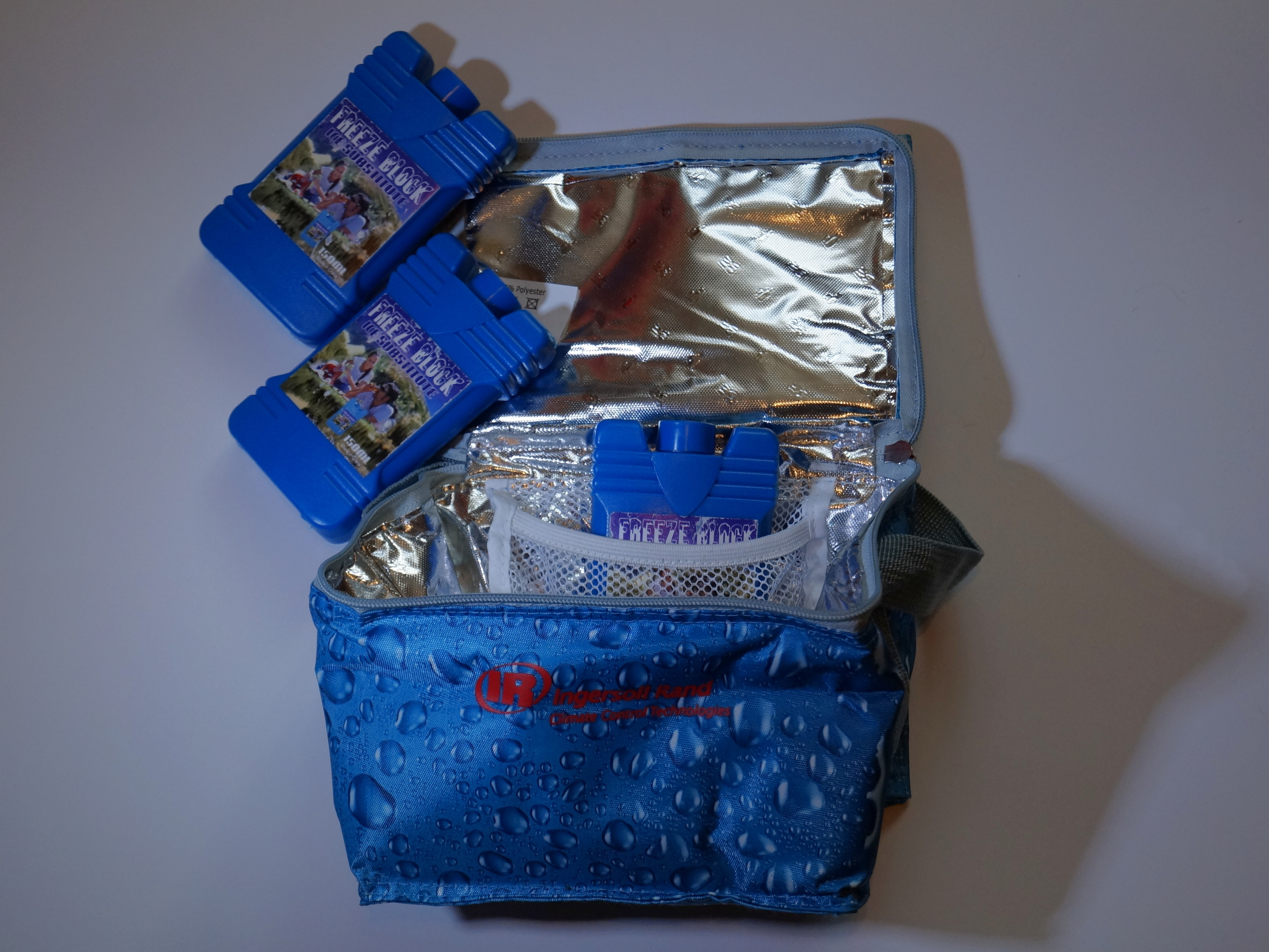
Chladicí vložky pro izolované tašky.

Eutektické jednotky jsou transportní chladicí zařízení založená na tání předchlazené pevné látky (eutektika). Při své činnosti nevyžadují trvalý provoz kompresorového chladicího okruhu. Instalují se do izotermických skříní vozidel pro chlazenou přepravu nebo do chladicích kontejnerů pro kombinovanou přepravu teplotně citlivého zboží.
V běžném životě se s eutektickým chlazením můžeme setkat ve formě chladicích vložek, které se předchladí v mrazničce a potom se vkládají do chladicích boxů nebo do izolovaných tašek, aby se přenášené nápoje, potraviny nebo i léky uchovaly co nejdéle v chladném prostředí. Princip činnosti eutektických transportních jednotek je tentýž, technické řešené je ovšem složitější.
Eutektika v chladicí technice patří do širší skupiny materiálů známých pod zkratkou PCM (Phase Change Material), u nichž se využívá fázové změny, v tomto případě přeměny pevné látky na kapalinu při jejím tání, k pohlcování velkého množství tepla. Tento proces probíhá při konstantní teplotě a je proto vhodný ke stabilizaci teploty uvnitř chlazeného prostoru. Vodní led by na první pohled mohl být dostupným a laciným kandidátem pro tento způsob chlazení. Jeho bod tání, 0 °C, se však pro transportní chlazení nehodí, je příliš vysoký. Pro chlazenou přepravu při teplotách třeba kolem +2 °C potřebujeme materiál s bodem tání v intervalu asi -2 až −5 °C a pro přepravu mraženého zboží se používají látky s bodem tání zhruba od -20 do −30 °C. Rozšířily se proto hlavně vodní roztoky směsí různých solí, které se při eutektickém složení chovají jako jednosložkové látky s jasně definovaným bodem tání. Takových látek je k dispozici celá řada, např. firma PCM Products Limited jich pro teploty od 0 °C do −114 °C nabízí asi 20.

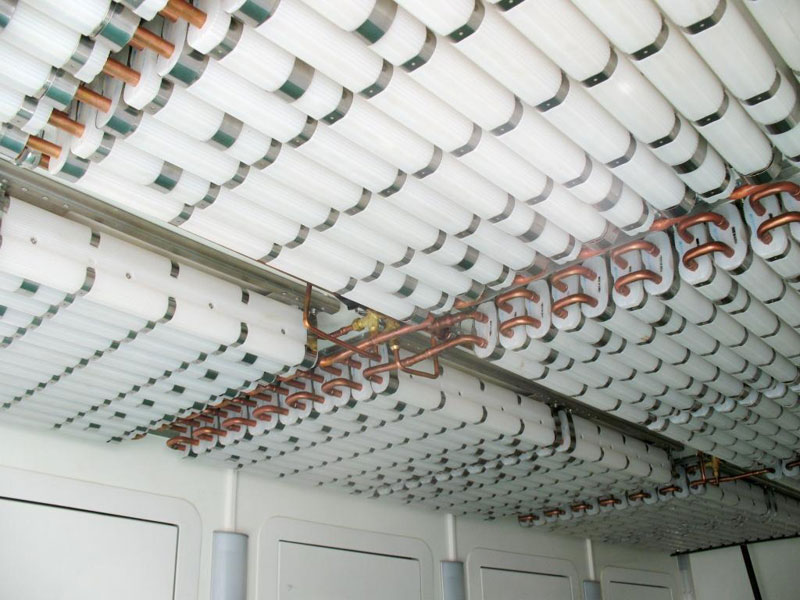
Eutektické tyče na stropu izotermické skříně nákladního vozu.

Vybraným eutektikem se plní chladicí tělesa buď ve formě desek nebo ve tvaru podlouhlých nosníků či tyčí (eutectic bar, eutectic beam). Ty se vyrábějí svařováním z ocelového plechu nebo z plastu. Chladicí tělesa, desky nebo tyče, se připevňují na vnitřní stěny nebo na strop izotermické skříně chladicího vozidla. Alternativně je lze navrhnout i jako police nebo dělicí příčky uvnitř skříně. Chladicí tělesa kromě eutektika obsahují i vnitřní tepelný výměník (výparník), který je součástí klasického kompresorového chladicího okruhu. Do tohoto výparníku se přivádí kapalné chladivo, to se uvnitř vypařuje a eutektikum tím ochladí pod jeho bod tuhnutí. Kompresorová chladicí jednotka (kondenzační jednotka) pro předchlazení eutektika bývá namontována na vozidle, může však být i ve stacionárním provedení. V takovém případě nemusí nákladní vůz zbytečně vozit kondenzační jednotku potřebnou jen pro předchlazení eutektika. Pro propojení stacionární kondenzační jednotky s chladicím okruhem eutektických těles se používají speciální těsné rychlospojky, které zabrání úniku chladiva při připojování a rozpojování okruhu.  
Kompresorová chladicí jednotka se připojí k elektrické síti, když je vůz v klidu v depu, obvykle přes noc. Chladicí jednotka běží asi 8 až 10 hodin a během této doby prochladí eutektikum ve vozu pod jeho bod tuhnutí. Je důležité, aby veškeré eutektikum přešlo do pevné fáze (aby „zmrzlo“). Pouhé předchlazení kapaliny bez fázového přechodu by bylo pro následné chlazení neúčinné, podstatné je právě využívání skupenského tepla tání eutektika. Po odpojení kondenzační jednotky ze sítě je vůz připraven k distribuci chlazeného nebo mraženého zboží. Správně navržená eutektická chladicí jednotka funguje celý den bez provozu kondenzační jednotky. Zatímco u nákladních vozů se provozní doba po předchlazení počítá v hodinách (typicky 8 až 12 h), jde v případě chlazených kontejnerů pro kombinovanou přepravu s eutektickými systémy o provoz v řádu několika dní (např. 8 až 12 dní). 

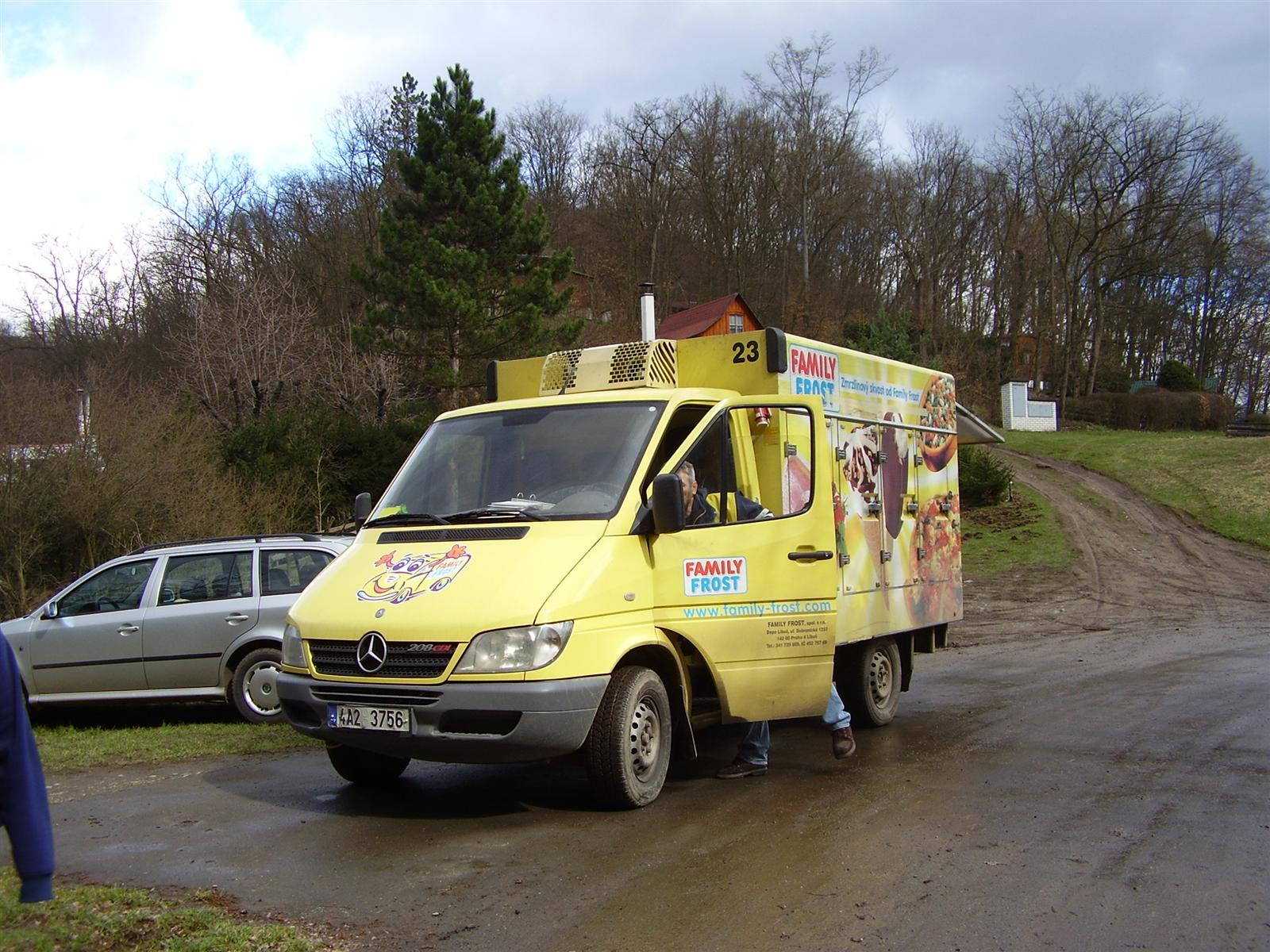
Vůz Family Frost s eutektickým chlazením pro distribuci mraženého zboží.

V případě netěsnosti některého z chladicích těles by hrozil únik kapalného eutektika do přepravního prostoru. I když používané látky nejsou jedovaté, přepravované zboží by se tím znehodnotilo. Aby se toto riziko snížilo, používají někteří výrobci místo kapalného eutektika pracovní látku ve formě gelu, který případnou netěsností ven nepronikne.
Existuje celá řada výrobců eutektických chladicích systémů. Pokud se omezíme jen na evropské výrobce, můžeme jmenovat např. Carrier Transicold, Eistechnik, Fic S.p.a., Thermo King, Olivo Cold Logistic, Hubbard. Pro tento způsob chlazení se alternativně užívá také označení PRS (Passive Refrigeration System), které má zdůraznit, že po předchlazení taková chladicí jednotka po určitou dobu nepotřebuje ke své činnosti žádnou energii.
Předností eutektických transportních jednotek je tichý provoz, který bez problémů splní požadavky hlukové normy PIEK, dále provoz bez výfukových emisí typických pro činnost spalovacích motorů a to, že tyto jednotky poskytují trvalý chladicí výkon nezávisle na činnosti motoru vozidla. Mají však i určité nevýhody, mezi něž patří především relativně vysoká hmotnost soustavy chladicích těles (podle typu a velikosti vozu jde řádově o stovky kg) a dále omezené možnosti regulace teploty. Pokud je systém navržen třeba na rozvoz mražených potravin (zmrzliny při −20 °C), nelze jej jindy použít pro přepravu chlazeného zboží (čerstvého ovoce, zeleniny nebo mléčných výrobků vyžadujících teplotu kolem +4 °C) – a naopak. Pracovní teplota (set point) je pevně určena zvoleným typem eutektika, i když existují pokusy (např. Hubbard), jak tento problém alespoň částečně obejít v případě přepravy čerstvých potravin při teplotách nad 0 °C. Příkladem využití eutektického chlazení jsou vozy firmy Family Frost populární i v ČR.